# Rupertsberg (Bingen am Rhein)
Der Rupertsberg im Bundesland Rheinland-Pfalz ist eine Felsnase, die sich an der Mündung der Nahe in den Rhein auf der linken Naheseite erhebt und vor dem Bau der Nahetalbahn durch die Rhein-Nahe-Eisenbahn-Gesellschaft bis an das Flussufer reichte. Politisch gehört der Rupertsberg zum Stadtteil Bingerbrück von Bingen. 
Der Berg ist durch die Klostergründung der Heiligen Hildegard von Bingen bekannt geworden, die dort ihr erstes Kloster, das Kloster Rupertsberg gegründet hat. Der Name selbst geht auf den als Heiligen verehrten Rupert von Bingen (712–732) zurück.  